# San Pedro de Colalao
San Pedro de Colalao é uma cidade da Argentina, localizada na província de Tucumã.